# República Democrática do Congo nos Jogos Olímpicos de Verão de 2024
República Democrática do Congo participou dos Jogos Olímpicos de Verão de 2024, realizados em Paris, na França. Foi a 12.ª aparição do país nos Jogos Olímpicos de Verão desde a estreia como Congo-Kinshasa na Cidade do México 1968.
Foi representado por seis atletas que competiram em quatro esportes, mas nenhum conquistou medalhas.

## Competidores
Esta foi a participação por modalidade nesta edição:
| Esporte   | Masculino | Feminino | Total |
| --------- | --------- | -------- | ----- |
| Atletismo | 1         | 0        | 1     |
| Boxe      | 0         | 2        | 2     |
| Judô      | 1         | 0        | 1     |
| Natação   | 1         | 1        | 2     |
| Total     | 3         | 3        | 6     |

## Desempenho

### Atletismo
- Q = Qualificado para a próxima fase
- q = Qualificado para a próxima fase como o perdedor mais rápido ou, em eventos de campo, pela posição sem atingir o alvo para qualificação
- N/A = Fase não aplicável para o evento
- Bye = Atleta não precisou disputar aquela fase

Masculino
Eventos de pista
| Atleta            | Evento | Preliminar | Preliminar | Baterias | Baterias | Semifinal   | Semifinal   | Final       | Final       | Ref.  |
| Atleta            | Evento | Tempo      | Pos.       | Tempo    | Pos.     | Tempo       | Pos.        | Tempo       | Pos.        | Ref.  |
| ----------------- | ------ | ---------- | ---------- | -------- | -------- | ----------- | ----------- | ----------- | ----------- | ----- |
| Dominique Mulamba | 100 m  | 10.54      | 3 q        | 10.53    | 7        | Não avançou | Não avançou | Não avançou | Não avançou | [ 5 ] |

### Boxe
Feminino
| Atleta                 | Evento    | Primeira fase           | Oitavas de final         | Quartas de final     | Semifinal            | Final                | Final       | Ref.  |
| Atleta                 | Evento    | Adversário Resultado    | Adversário Resultado     | Adversário Resultado | Adversário Resultado | Adversário Resultado | Pos.        | Ref.  |
| ---------------------- | --------- | ----------------------- | ------------------------ | -------------------- | -------------------- | -------------------- | ----------- | ----- |
| Marcelat Sakobi Matshu | Até 57 kg | UZB S Turdibekova D 2–3 | Não avançou              | Não avançou          | Não avançou          | Não avançou          | Não avançou | [ 6 ] |
| Brigitte Mbabi         | Até 66 kg | Bye                     | THA J Suwannapheng D 1–4 | Não avançou          | Não avançou          | Não avançou          | Não avançou | [ 7 ] |

### Judô
Masculino
| Atleta        | Evento    | Primeira fase         | Oitavas              | Quartas              | Semifinais           | Repescagem           | Final / DB           | Final / DB | Ref.  |
| Atleta        | Evento    | Adversário Resultado  | Adversário Resultado | Adversário Resultado | Adversário Resultado | Adversário Resultado | Adversário Resultado | Pos.       | Ref.  |
| ------------- | --------- | --------------------- | -------------------- | -------------------- | -------------------- | -------------------- | -------------------- | ---------- | ----- |
| Arnold Kisoka | Até 60 kg | ISR Y Wolczak D 00–10 | Não avançou          | Não avançou          | Não avançou          | Não avançou          | Não avançou          | =17        | [ 8 ] |

### Natação
Masculino
| Atleta                    | Evento     | Eliminatórias | Eliminatórias | Semifinal   | Semifinal   | Final       | Final       | Ref.  |
| Atleta                    | Evento     | Tempo         | Pos.          | Tempo       | Pos.        | Tempo       | Pos.        | Ref.  |
| ------------------------- | ---------- | ------------- | ------------- | ----------- | ----------- | ----------- | ----------- | ----- |
| Aristote Ndombe Impelenga | 50 m livre | 29.04         | 70            | Não avançou | Não avançou | Não avançou | Não avançou | [ 9 ] |

Feminino
| Atleta                | Evento     | Eliminatórias | Eliminatórias | Semifinal   | Semifinal   | Final       | Final       | Ref.   |
| Atleta                | Evento     | Tempo         | Pos.          | Tempo       | Pos.        | Tempo       | Pos.        | Ref.   |
| --------------------- | ---------- | ------------- | ------------- | ----------- | ----------- | ----------- | ----------- | ------ |
| Divine Miansadi Mpolo | 50 m livre | 44.10         | 79            | Não avançou | Não avançou | Não avançou | Não avançou | [ 10 ] |